# Edwin de Mercia

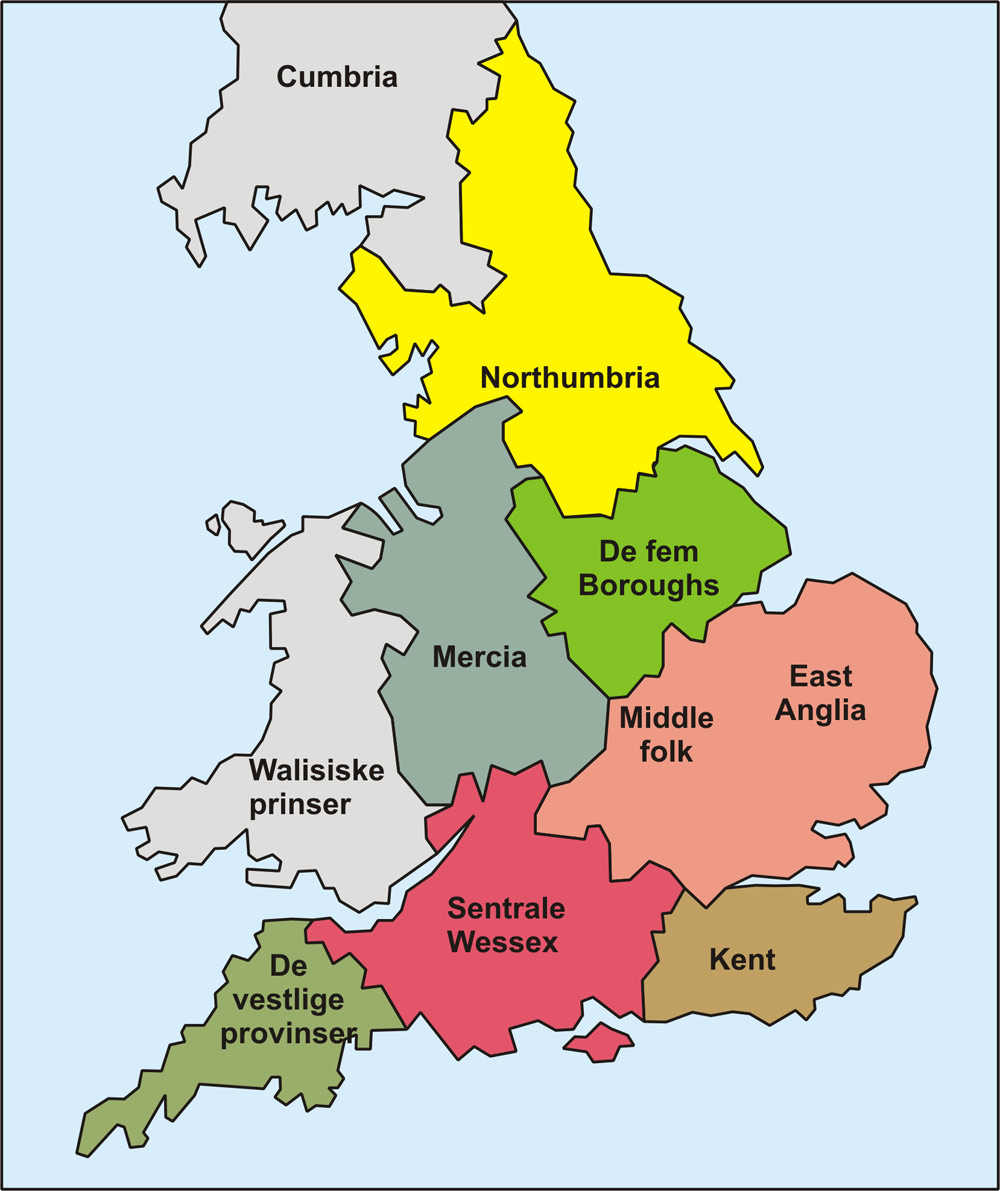
Mapa que muestra la ubicación de Mercia

Edwin (Ēadwine en inglés antiguo, m. 1071) fue el hermano mayor de Morcar, conde de Northumbria, hijo de Aelfgar, conde de Mercia, y nieto de Leofric, conde de Mercia. Heredó el título y las responsabilidades de su padre a la muerte de este en 1062. Aparece como «conde Edwin» (Eduin comes) en el Domesday Book.
Su hermano Morcar fue elegido conde de Northumbria cuando Tostig Godwinson fue expulsado por los northumbrios (3 de octubre de 1065). En 1066 Tostig invadió Mercia, pero fue rechazado por Edwin y Morcar, y huyó a Escocia. Ese mismo año regresó acompañado por el rey Harald III de Noruega a la cabeza de un gran ejército, que derrotó a Edwin y Morcar en la batalla de Fulford, cerca de York (20 de septiembre).
Harald y Tostig fueron a su vez derrotados y muertos por el ejército de Harold Godwinson cinco días más tarde en la batalla de Stamford Bridge (25 de septiembre). Tras la muerte de Harold en la batalla de Hastings, Edwin y Morcar fueron los principales partidarios de un nuevo régimen bajo Edgar Atheling, pero no tomaron las medidas efectivas contra la invasión de los normandos y luego se sometieron a Guillermo el Conquistador.
En 1068, Edwin y Morcar intentaron insurreccionar a Mercia, pero se sometieron rápidamente ante el avance de Guillermo. En 1071 volvieron a rebelarse, pero Edwin pronto fue traicionado por su séquito y asesinado.
La hermana de Edwin, Edith de Mercia, había sido la esposa de Harold Godwinson hasta la muerte de este en Hastings (14 de octubre de 1066).
Las tierras de Edwin en Gilling West, en el condado de su hermano, fueron otorgadas a Alain Le Roux en 1071, y el distrito pasó a llamarse Richmondshire.